# Pierre Van der Vin
Pour les articles homonymes, voir Van der Vin.
Pierre Van der Vin, connu aussi sous le patronyme Vandervin, né à Anvers, le 19 avril 1780 et mort à dans la même ville le 6 juillet 1821, est un peintre belge connu pour ses peintures de paysages et ses vues de ville.
Il expose à cinq salons triennaux en Belgique de 1816 à 1821. 

## Biographie

### Famille
Pierre (Pierre Gommaire Jacques François) Van der Vin (son patronyme est orthographié Vandervin dans les actes de l'état-civil), né à Anvers le 19 avril 1780, est le premier des huit enfants de Gilles François Van der Vin (1745-1806), perruquier, et de Marie Isabelle Habricx (1783-1809), mariés à Anvers le 15 juin 1779. D'autre part, Pierre Van der Vin est le frère du peintre Henri Pierre Van der Vin (1790-1871).
Pierre Van der Vin épouse à Anvers le 10 janvier 1803 Anne Marie Van Eeckhout (1779). Le couple a un fils : Jean Baptiste Adolphe Van der Vin (né à Anvers le 6 juillet 1803 et mort le 23 décembre 1853), écrivain et célibataire, mort à la colonie d'Hoogstraten.

### Carrière
Pierre Van der Vin expose à cinq salons triennaux belges de 1816 à 1820, de même qu'au Salon de l'école académique de Lille en 1820.
Pierre Van der Vin demeure au coin de la rue Rubens et meurt, à l'âge de 41 ans, à Anvers le 6 juillet 1821.

## Œuvre

### Caractéristiques
Son champ pictural couvre les peintures de paysages et les vues de ville, essentiellement à Anvers. Au Salon de Bruxelles de 1821, son tableau intitulé Vue de l'intérieur de la citadelle d'Anvers, et qu'il n'a pas eu le temps d'achever, est exposé à titre posthume, les figures étant dessinées par Ignace van Regemorter. Le Journal de Bruxelles regrette la mort de l'artiste au regard de la qualité de son tableau,.

### Expositions

#### Belgique
- Salon d'Anvers de 1816 : L'intérieur d'une cuisine. Une servante s'occupe à préparer le déjeuner ; à travers la croisée, on aperçoit deux enfants dans la cour[7].
- Salon de Gand (Xe) de 1817 : Une place intérieure où se trouvent quelques habitants avec figures, Basse-cour d'une ferme avec figures et Une place de la ville d'Anvers nommée Leguys[8].
- Salon de Bruxelles de 1818 : L'Intérieur d'une cuisine d'après nature[9].
- Salon d'Anvers de 1819 : Vue prise dans l'ancien magasin de la ville, dit Leguys, Vue de la blanchisserie nommée de Koeykens, près de l'arrière bassin d'Anvers, Intérieur ; dans une cuisine des repasseuses suspendent leur travail pour préparer le déjeuner et Autre intérieur ; une servante revenue du marché rend compte de ses achats à une femme occupée à prendre un bain de pieds[10].
- Salon de Bruxelles de 1821 : Vue de l'intérieur de la citadelle d'Anvers, figures d'Ignace van Regemorter[5].

#### France
- Salon de l'école académique de Lille en 1820 : Un paysage des environs de la ville d'Anvers, dont on voit le clocher en perspective, Vue d'une usine près du bassin à Anvers et Vue d'une rue à Anvers ; on voit à l'entrée d'une maison une vieille qui fait de la dentelle[3].